# Tyfrydog
Tyfrydog (a veces también llamado Tyvrydog) fue un cristiano del noroeste de Gales en el siglo quinto o sexto, que más tarde fue venerado como un santo. Se dice que estableció una iglesia en Anglesey, y aunque no queda ninguna parte de la estructura original, la iglesia actual sigue dedicada a él. Se dice que una piedra en pie cercana son los restos de un hombre al que castigó por robar una biblia de la iglesia.

## Vida y familia

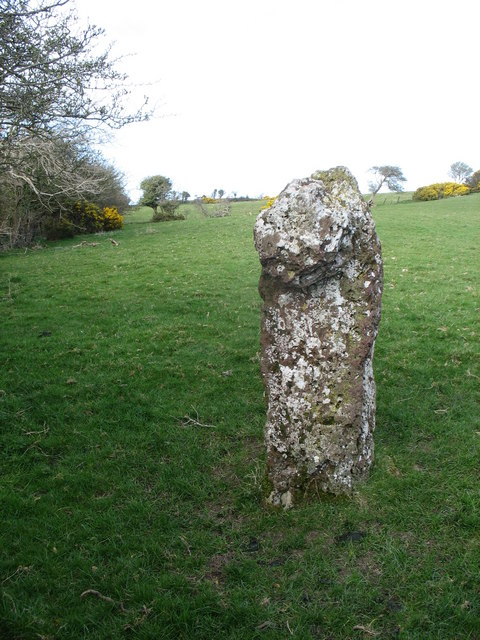
Los restos de un hombre convertido en piedra por San Tyfrydog por robar una biblia, según la leyenda.

Poco se sabe con certeza sobre la vida de Tyfrydog, y se desconocen sus fechas de nacimiento y muerte. Se dice que vivió hacia finales del siglo VI, aunque otro relato lo tiene como activo a mediados del siglo V. Su padre está registrado como Arwystli Glof ab Seithenyn, activo a mediados del siglo VI. Se dice que tanto él como su padre formaban parte de la comunidad cristiana de la isla Bardsey, en la punta de la península de Llŷn en el noroeste de Gales.[1][3] Algunos de sus hermanos también son venerados como santos. Twrnog se conmemora en la iglesia de Llandyrnog, Denbighshire, en el noreste de Gales, mientras que su hermano Tudur (o Tudyr) fue registrado como un santo de Darowen, Powys, en el oeste de Gales. Su hermana, Marchell, se estableció en Ystrad Marchell, cerca de Welshpool en el centro de Gales, donde más tarde se construyó una abadía (Strata Marcella)..

## Conmemoración
Tyfrydog es el santo patrono y el reputado fundador de la Iglesia de San Tyfrydog en Llandyfrydog, un pequeño pueblo en Anglesey, al norte de Gales. La tradición es que estableció la iglesia sobre el 450. No se conserva ninguna parte de un edificio de ese período; las partes más antiguas de la estructura actual datan de alrededor de 1400. Llandyfrydog toma su nombre de la iglesia y del santo: la palabra galesa Llan significaba originalmente «recinto» y luego «iglesia», y "-dyfrydog" es una forma modificada de su nombre.
Es venerado como un santo, aunque nunca fue canonizado por un Papa: como la historiadora Jane Cartwright señala, «En Gales la santidad fue conferida localmente y ninguno de los santos galeses medievales parece haber sido canonizado por la Iglesia Católica Romana». La festividad de San Tyfrydog es el 1 de enero.
A 1,6 km de la iglesia, hay un campo con una piedra vertical de 1,2 m de altura. La piedra es conocida como el «ladrón de Dyfrydog». Se dice que es un hombre convertido en piedra por San Tyfyrdog por robar la biblia de la iglesia; el bulto cerca de la parte superior de la piedra se dice que es el saco en el hombro del hombre. También se dice que el alma del hombre es perseguida periódicamente por el campo durante la noche, perseguido por "demonios con horquillas al rojo vivo".[10]